# 徳川慶朝
徳川 慶朝（とくがわ よしとも、旧字体：德川慶朝、1950年（昭和25年）2月1日 - 2017年（平成29年）9月25日）は、日本の写真家。江戸幕府第15代将軍・徳川慶喜の曾孫で、旧公爵徳川慶喜家第4代当主。母方を通じて松平容保の曾孫でもある。
曾祖父・慶喜が「けいき」、祖父・慶久が「けいきゅう」、父・慶光が「けいこう」と音読みされていたことにあやかって、「けいちょう」というニックネームで呼ばれていた。

## 経歴
1950年（昭和25年）、元公爵で徳川慶喜家第3代当主・徳川慶光を父として、会津松平家出身の徳川和子を母として静岡市郊外の瀬名に生まれ、生後1〜2か月で東京都港区高輪に転居。
伯母は昭和天皇の弟・高松宮宣仁親王の妃である喜久子。幼少時はよく宮邸に呼ばれ、可愛がられたという。
1972年（昭和47年）に成城大学経済学部を卒業し、カメラマンとして本田技研工業グループ傘下の広告制作会社東京グラフィックデザイナーズに20年間勤務し、広告写真の分野で活躍。独立後はフリーの写真家として主に徳川家伝来の遺跡や歴史的建造物を中心に撮影していた。東京グラフィックデザイナーズのカメラマンとして勤務していた頃は主に自動車やバイクなどを撮影していたが、フリーで活動を開始してからは徳川慶喜家に秘蔵していた写真を再発見し、修正から保存・整理も行っていたことでも知られる。この中には慶喜自身が撮影した写真も含まれているという。
1972年（昭和47年）9月から東京都町田市のすずかけ台に住んでいたが、晩年は水戸徳川家ゆかりの茨城県ひたちなか市に居住した。
昭和50年代に結婚歴があり、元妻との間に2男1女をもうけたが、次男は母の実家（長岡家）を継ぐため妻の父（長岡祥三）の養子とされ、さらに離婚時に元妻が3人とも引き取り、みな徳川姓ではない（民法上法定相続人ではある）。慶朝は離婚後は独身で通し、養子を取らないことを明言していた。ただし姪の山岸美喜に德川慶喜家の5代目を託している。このため慶朝の死去によって徳川慶喜家の男系子孫の継続は断絶したが、慶喜の直系子孫自体は存続している。
- 長男：長岡慶敬（1981年7月29日生[6]）
- 長女：長岡敦子（1984年4月3日生[6]）
- 次男：長岡慶弘（長岡祥三養子[6]）

慶朝はコーヒー好きで、徳川慶喜もコーヒーを愛飲していた。2003年（平成15年）、江戸幕末のフランス風コーヒーを再現し、自ら焙煎し"将軍珈琲"の名で販売。10年にわたり焙煎の職人として、サザコーヒーで活躍した。
静岡文化芸術大学非常勤講師を務めた。
癌を患っていたと言われるが、2017年（平成29年）9月25日午前5時12分、心筋梗塞により茨城県水戸市の病院で死去。67歳没。

## 系譜
| 徳川慶朝 | 父: 徳川慶光 | 祖父: 徳川慶久   | 曾祖父: 徳川慶喜             |
| 徳川慶朝 | 父: 徳川慶光 | 祖父: 徳川慶久   | 曾祖母: 新村信               |
| 徳川慶朝 | 父: 徳川慶光 | 祖母: 實枝子女王 | 曾祖父: 威仁親王（有栖川宮） |
| 徳川慶朝 | 父: 徳川慶光 | 祖母: 實枝子女王 | 曾祖母: 慰子                 |
| 徳川慶朝 | 母: 徳川和子 | 祖父: 松平保男   | 曾祖父: 松平容保             |
| 徳川慶朝 | 母: 徳川和子 | 祖父: 松平保男   | 曾祖母: 田代佐久             |
| 徳川慶朝 | 母: 徳川和子 | 祖母: 松平進子   | 曾祖父: 水野忠敬             |
| 徳川慶朝 | 母: 徳川和子 | 祖母: 松平進子   | 曾祖母: 松平鍈子             |

## 著作
- 『将軍が撮った明治-徳川慶喜公撮影写真集』（徳川慶喜撮影、徳川慶朝編） 朝日新聞社、1986年。 ISBN 4022555599
- 『徳川慶喜家にようこそ-わが家に伝わる愛すべき「最後の将軍」の横顔』 文藝春秋、2003年。 ISBN 4167656809
- 『徳川慶喜家の食卓』 文藝春秋、2005年。 ISBN 4163674101
- 『徳川慶喜家カメラマン二代目』 角川新書、2007年。 ISBN 9784047100237

## エッセイ
- 「今どきの德川慶喜家」（『国立劇場十月歌舞伎公演』所収）　 独立行政法人日本芸術文化振興会、2010年。
- 「想い出の食卓　焼いた牛骨と玉ねぎ、トマト、果物、ワイン…3週間かけて作ったビーフシチューを母と」（『月刊新松戸』419号所収）　新松戸編集室、2014年5月